# Витуле
Ви́туле — село в Україні, у Любешівській селищній громаді Камінь-Каширського району Волинської області. Населення становить 311 осіб.

## Географія
Село розташоване на правому березі річки Цир.

## Історія
До 10 серпня 2017 року село підпорядковувалось Бірківській сільській раді Любешівського району Волинської області.

## Населення
Згідно з переписом УРСР 1989 року чисельність наявного населення села становила 344 особи, з яких 171 чоловік та 173 жінки.
За переписом населення України 2001 року в селі мешкало 307 осіб. 100 % населення вказало своєю рідною мовою українську мову.